# Cañoncito (contea di Taos)
Cañoncito è una comunità non incorporata degli Stati Uniti d'America della contea di Taos nello Stato del Nuovo Messico. Cañoncito si trova 10 miglia (16 km) a nord-nord-ovest di Taos.